# Fédération charbonnière de Belgique
 (décembre 2018).
La fédération charbonnière de Belgique (Fédéchar) était une association sans but lucratif, et plus précisément une organisation privée, indépendante et professionnelle, regroupant les associations patronales des bassins charbonniers.
Elle a été fondée le 17 mars 1909. Elle constituait le groupe d'intérêt des sociétés houillères belges de 1918 à 1993. Son siège central était situé à Bruxelles (31 Avenue des Arts, 1000 Bruxelles).

## Contexte historique
Le charbon a constitué, pendant des siècles, la principale source de richesse de la Belgique. Au XIXe siècle, les gisements houillers se situent principalement dans la région du sud à savoir celle de la Campine, de Charleroi, du Borinage et de Liège.
La Fédération des associations charbonnières de Belgique a été fondée dans le but de remplacé le Comité général de l'industrie charbonnière, créée en 1877. Ce Comité représentait un groupe de pression pour l'industrie charbonnière belge. À la fin de la Première guerre mondiale, la fédération sera réorganisée. En effet, le 11 décembre 1918, 24 sociétés houillères créent entre elles une société coopérative sous le nom de Groupement charbonnier belge À partir de 1921, ce groupement charbonnier a été nommé Fédération des charbonnages de Belgique.
Le 8 décembre 1926, face à la montée en puissance de la concurrence étrangère, les progrès de la législation sociale en Belgique mais aussi l'apparition d'organisations nationales dans d'autres secteurs industriels, les associations des cinq bassins charbonniers de Charleroi et de la Basse-Sambre, de la Campine, du Centre, de Mons et de Liège, toutes fondées en septembre et octobre 1926, vont établir, entre elles, une association sans but lucratif sous la dénomination de Fédération des Associations Charbonnières de Belgique (Fédéchar). C'est seulement à partir de 1953, qu'on parlera de la Fédération charbonnière de Belgique.

## Fonctions
Sans but lucratif, la fédération avait « pour ambition de se pencher sur toutes les questions concernant l'intérêt général de l'industrie charbonnière belge », à savoir formuler des avis, définir des objectifs communs et les moyens de les atteindre, promouvoir l'application de ceux-ci, accomplir ou faire accomplir toutes missions et de représenter les intérêts charbonniers tant sur le plan national qu'international. Elle ne s'occupait donc pas des prix ni des opérations commerciales.
Celle-ci défendait les intérêts de l'industrie houillère belge notamment auprès des autorités publiques, des Ministères, de l'Administration des mines et du Directoire de l'industrie charbonnière ou dans le cadre des négociations avec les pouvoirs publics et les syndicats.
Elle assurait également le recrutement de la main-d'œuvre étrangère nécessaire aux charbonnages.

## Composition
Les origines de la fédération charbonnière sont sur le plan régional, « des structures de bassin existant depuis des années 1831-1840 (voire 1809 pour le bassin de Mons) ». La concurrence entre les bassins « avait été peu à peu dépassé pour faire face à des défis communs ». Cependant, « le découpage traditionnel entre bassins ne fut pas abandonné pour autant » : elles sont rassemblés au sein d'une Fédération des associations Charbonnière de Belgique en 1926. La fédération regroupait les cinq associations charbonnières des bassins houillers belges et même les sociétés charbonnières, elles-mêmes affiliées à l'une des associations.
Chaque association charbonnière régionale était juridiquement indépendante de la structure nationale en vertu de leur statut de 1952 qui prévoyait que « les décisions prises au niveau nationales ne pouvaient porter préjudice aux prérogatives et aux responsabilités des associations régionales ». Par conséquent, le risque existait qu'en dépit de leur faible influence sur le fonctionnement de la fédération, les associations puissent annihiler les décisions de cette dernière en prenant en leur sein d'autres dispositions. Cette crainte était d'autant plus fonder que chaque association avait ses propres procédures de vote et ses propres modalités de délégation envers leur mandataire. Il existait donc un risque de voir l'action de la structure nationale bloquée par le désaccord d'une seule association. En d'autres termes, chaque association disposait d'un droit de véto.

## Organisation et fonctionnement
La fédération était dotée d'une Assemblée générale, d'un Comité de direction et d'un Collège des présidents. Le rôle des cinq associations de la Fédéchar se limitait à un droit de vote symbolique au sein de l'Assemblée générale de la Fédéchar, à la représentation de leurs candidats au Comité de direction et indirectement à la désignation des membres du Collège des présidents.

### Assemblée générale
L'Assemblée générale était composée des 5 associations et des entreprises charbonnières. Elle se réunissait obligatoirement minimum 2 fois par an. Sur proposition faite par les associations, elle nommait en son sein les membres du Comité de direction. Elle décidait du budget de la fédération ainsi que du montant de la cotisation et devait rendre le rapport au Comité de direction. À l'Assemblée Générale, la voix des présidents d'association de bassin faisait poids ainsi que celle des gros producteurs (une voix par tranche de cent mille tonnes produites annuellement). Les décisions étaient toutefois prises à l'Assemblée générale à la majorité de 85 pour cent des voix présentes ou représentées.

### Comité de direction
Le Comité de direction étaient chargé de l'administration générale de la Fédéchar. Ses membres étaient nommés pour 3 ans (renouvelables) : le président de chaque association de bassin était accompagné, en fonction de la production assurée dans le bassin en question, d'un ou de plusieurs membres supplémentaires dont obligatoirement le vice président d' association. Le comité se réunissait une fois par semaine mais pouvait également se réunir à titre d'exception à l'appel d'un de ses membres ou d'une association. Les décisions étaient prises à la majorité des voix. Le comité pouvait, cependant, déléguer au Collège des présidents la mission de représenter le secteur auprès de toutes les institutions et de toutes les autorités, et de lui donner un pouvoir de négociation. Lors des questions urgentes et importantes nécessitant l'avis de l'ensemble des producteurs, le Comité de direction pouvait convoquer l'Assemblée générale notamment à la demande d'une des associations. Un système de présidence tournante entre associations de bassins était prévue pour assurer la continuité dans la gestion des affaires, le vice président devenait automatiquement président l'année suivante.

### Collège des présidents
Le Collège des présidents était l'organe d'exécution des décisions du Comité de direction, prises à l'Assemblée générale. Il était composé de cinq membres dont chacun était le directeur ou le président d'un bassin. La présidence était assurée par un des membres du collège selon une formule de tournante annuelle. Le Collège des présidents était constitué, en majorité, de personnes représentatives des grands groupes financiers : un de la société de Brufina, deux de la Société Générale et un d'Evence-Coppée, tenant en fait leur mandat de l'Assemblée Générale (où les charbonnages contrôlés par les groupes sont majoritaires) et des groupes eux-mêmes.

## L'appel à la main d'œuvre de la Fédéchar
La politique de stabilisation de la main-d'œuvre étrangère n'était pas une nouveauté pour la Belgique. De l'entre-deux-guerres à la fin des années 1970, la Fédéchar était un interlocuteur majeur des gouvernements nationaux et étrangers. Dans sa recherche d'une main-d'œuvre bon marché, l'organisation a joué un rôle important en attirant des immigrants en Belgique.
En effet, après la Première Guerre mondiale, elle a recouru à la main d'œuvre étrangère afin de mener une politique protectionniste de l'industrie charbonnière. « Le patronat minier encourageait fortement la stabilisation familiale des travailleurs migrants afin d'assurer leur loyauté et d'attirer les jeunes hommes issus de ces familles vers les travaux des mines ». Jusqu'à la Seconde Guerre mondiale, l'industrie charbonnière était en plein essor. En revanche, après la seconde guerre, elle entra en crise pour diverses raisons comme : l'épuisement des réserves, le vieillissement des exploitations, l'augmentation du coût de revient et l'amplification de la concurrence étrangère. Cette période, marquée par la reconstruction, a donné lieu à la bataille de charbon, politique menée par d'Achille van Acker. Cette bataille de charbon a donné lieu au miracle économique belge de 1945 à 1948 grâce au recrutement de  mineurs étrangers. La tendance croissante de la population ouvrière belge à refuser les travaux lourds et insalubres crée une tension importante sur cette partie du marché de l'emploi. L'industrie minière, particulièrement concernée par ce phénomène social, décide à nouveau de recourir à l'embauche d'étrangers. La Fédéchar, fédération patronale, disposait de son propre réseau de recrutement dans chaque pays avec qui elle concluait des conventions. Pour maintenir l'unanimité du groupe, Fédéchar est disposé à « donner des garanties réelles, telles que le droit d'appel, arbitrages et indemnisations éventuelles, aux minorités de producteurs, c'est-à-dire aux sociétés dont la situation est favorable et qui ne relèvent pas de la discipline des grands groupes financiers (ceci est spécialement valable pour Charleroi) ».
Différents accords seront alors signés, notamment :
- le protocole belgo-italien du 23 juin 1946[18] ;
- l'accord du 28 novembre 1956 entre la Belgique et L'Espagne relatif à la main-d’œuvre espagnole en Belgique ;
- l'Accord bilatéral d'échange de main-d'œuvre entre la Belgique et le Maroc du 17 février 1964[19] ;
- l'accord du 16 juillet 1964 entre la Belgique et la Turquie relatif à l'occupation des travailleurs turcs en Belgique[20].

Par ce fait, les autorités belges décident de « promouvoir activement la stabilisation et l'adaptation de ces nouveaux mineurs, en favorisant le regroupement familial. La nécessité de rétablir l'équilibre démographique, surtout en Wallonie, permet aux pouvoirs publics de légitimer et de justifier l'installation de ces travailleurs immigrés en famille. Cette présence familiale permet à la fois de fixer la main d'œuvre étrangère en Belgique et d'assurer la reproduction de sa force de travail ».
Les bassins houillers venaient lentement à perdre leur activité et les mines seront fermées en raison de la diminution de la rentabilité des exploitations minières ainsi que du refus des mineurs étrangers d'y travailler pour cause des conditions de vie et de travail inconfortables. Par conséquent, le gouvernement belge décide de la fermeture des bassins miniers.

## Les adhésions de la Fédéchar
La Fédération des Associations charbonnières a été membre de nombreuses organisations où elle représentait les producteurs, notamment :
- le Comité national mixte des mines (dialogue social) : « organe où s'élaborent les contentions collectives sur les conditions de travail et où s'opère éventuellement la conciliation des conflits sociaux » ;
- la Commission tripartite pour les travailleurs étrangers ;
- le Conseil National des Charbonnages[24].

## Les institutions mises en place par la Fédéchar
La Fédéchar avait mis en place deux institutions :

### Comité consultatif
Le Comité Consultatif a été institué par la Fédéchar en 1953 qui se compose de cinq représentants syndicaux ainsi que de cinq consommateurs de charbon. Ce comité se réunissait une fois par trimestre et était chargé de donner son avis et des suggestions, sur consultation de la Fédéchar, sur toutes les questions que pose l'intégration du charbon belge dans le marché commun.

### Institut d'Hygiène des Mines (IHM)
Avant la fin de l'année 1944, la Fédéchar fonde l'Institut d'hygiène de mines à Hasselt aux frais de l'Association charbonnière de la Campine. Il sera financé par chacun des charbonnages affiliés aux associations qui forment la Fédéchar. Il a été fondé par l'initiative du Comité de la Fédéchar qui s'accordait sur la nécessité de consacrer d'importants moyens au financement de connaissances scientifiques légitimant le monopole de l'initiative patronale en matière de prévention technique et médicale. L'IHM poursuivait les objectifs suivants :
- l'amélioration de la santé des travailleurs en mines ;
- résolution du problème de la main d'œuvre ;
- éviter l'adoption de mesures législatives ou réglementaires par exemple dans le cadre des maladies professionnelles susceptibles d'entraîner des charges trop importantes pour l'industrie charbonnière[26].

## Actualité
Actuellement, la Fédéchar n'est plus active depuis 1993 en raison de la fermeture des bassins miniers.